# Aloísio Pires Alves
Aloísio Pires Alves, meglio noto solo come Aloísio o Aloísio II (Pelotas, 16 agosto 1963), è un ex calciatore e allenatore di calcio brasiliano.

## Carriera
Giocò dapprima nell'Internacional, per poi passare nel 1988 al Barcellona di Johan Cruijff (con cui in due stagioni vinse la Coppa delle Coppe e la Coppa del Re). In seguito militò nelle file del Porto, squadra a cui si trasferì nella stagione 1990-1991 e con cui vinse per ben sette volte il Primeira Liga e quattro coppe del Portogallo. Vinse inoltre la medaglia d'argento ai giochi olimpici di Seul 1988.

## Palmarès

### Giocatore

#### Club

##### Competizioni statali
- Campionato Gaúcho: 3

Internacional: 1982, 1983, 1984

##### Competizioni nazionali
- Coppa di Spagna: 1

Barcellona: 1989-1990
- Supercoppa di Portogallo: 7

Porto: 1990, 1991, 1993, 1994, 1996, 1998, 1999
- Campionato portoghese: 7

Porto: 1991-1992, 1992-1993, 1994-1995, 1995-1996, 1996-1997, 1997-1998, 1998-1999
- Coppa del Portogallo: 4

Porto: 1993-1994, 1997-1998, 1999-2000, 2000-2001

##### Competizioni internazionali
- Coppa delle Coppe: 1

Barcellona: 1988-1989

#### Nazionale
- Campionato mondiale Under-20: 1

Messico 1983
- Argento olimpico: 1

Seul 1988

## Statistiche

### Cronologia presenze e reti in nazionale
| Cronologia completa delle presenze e delle reti in nazionale ― Brasile | Cronologia completa delle presenze e delle reti in nazionale ― Brasile | Cronologia completa delle presenze e delle reti in nazionale ― Brasile | Cronologia completa delle presenze e delle reti in nazionale ― Brasile | Cronologia completa delle presenze e delle reti in nazionale ― Brasile | Cronologia completa delle presenze e delle reti in nazionale ― Brasile | Cronologia completa delle presenze e delle reti in nazionale ― Brasile | Cronologia completa delle presenze e delle reti in nazionale ― Brasile |
| Data                                                                   | Città                                                                  | In casa                                                                | Risultato                                                              | Ospiti                                                                 | Competizione                                                           | Reti                                                                   | Note                                                                   |
| ---------------------------------------------------------------------- | ---------------------------------------------------------------------- | ---------------------------------------------------------------------- | ---------------------------------------------------------------------- | ---------------------------------------------------------------------- | ---------------------------------------------------------------------- | ---------------------------------------------------------------------- | ---------------------------------------------------------------------- |
| 7-7-1988                                                               | Melbourne                                                              | Australia                                                              | 0 – 1                                                                  | Brasile                                                                | Amichevole                                                             | -                                                                      |                                                                        |
| 10-7-1988                                                              | Melbourne                                                              | Brasile                                                                | 0 – 0                                                                  | Argentina                                                              | Amichevole                                                             | -                                                                      |                                                                        |
| 13-7-1988                                                              | Melbourne                                                              | Brasile                                                                | 4 – 1                                                                  | Arabia Saudita                                                         | Amichevole                                                             | -                                                                      |                                                                        |
| 17-7-1988                                                              | Sydney                                                                 | Australia                                                              | 0 – 2                                                                  | Brasile                                                                | Amichevole                                                             | -                                                                      |                                                                        |
| 28-7-1988                                                              | Oslo                                                                   | Norvegia                                                               | 1 – 1                                                                  | Brasile                                                                | Amichevole                                                             | -                                                                      |                                                                        |
| 3-8-1988                                                               | Vienna                                                                 | Austria                                                                | 0 – 2                                                                  | Brasile                                                                | Amichevole                                                             | -                                                                      | 67’                                                                    |
| Totale                                                                 |                                                                        | Presenze                                                               | 6                                                                      |                                                                        | Reti                                                                   | 0                                                                      |                                                                        |